# Síndrome autoinflamatorio
En medicina, se llaman síndromes autoinflamatorios o enfermedades autoinflamatorias sistémicas a un conjunto de enfermedades de causa genética y transmisión hereditaria que cursan con alteraciones en los mecanismos que regulan la inflamación. Muchas de las enfermedades incluidas en el grupo presentan como síntoma principal episodios reiterados de fiebre que desaparece espontáneamente después de unos días, para reaparecer de nuevo cíclicamente tras un intervalo de tiempo variable, la fiebre no es de origen infeccioso y por lo tanto no responde a tratamiento con medicamentos antibióticos o antivirales. Todas las enfermedades que forman parte del grupo son poco frecuentes y presentan una incidencia inferior a 5 casos por 10 000 habitantes, por lo que se consideran enfermedades raras, la mayoría debutan en la infancia o adolescencia. Una de las entidades más conocidas es la fiebre mediterránea familiar que se presenta sobre todo en poblaciones de origen turco, armenio, judío de ascendencia sefardí y árabe, oriundas de la región oriental del mar Mediterráneo.

## Fisiopatología
La inflamación no es más que una respuesta inespecífica del organismo que trata de defenderse de un agente dañino infeccioso o no infeccioso, con la finalidad de aislar y destruir al factor causante. La respuesta inflamatoria causa aumento de temperatura general o local, enrojecimiento, hinchazón y dolor. Es posible gracias a un complejo mecanismo en el que intervienen varios tipos de células y numerosas sustancias que actúan como mediadores.
La existencia de una mutación en alguna de los genes que codifican las proteínas que actúan como mediadores del proceso inflamatorio, provoca la producción de una proteína anómala que no cumple su función fisiológica, causando el desarrollo de un proceso inflamatorio que afecta a distintos órganos y tejidos sin que exista una agresión externa. Este proceso se ha descrito como autoinflamatorio, pues no es una respuesta a una noxa o agente externo como ocurre en circunstancias normales. El gen mutado es variable dependiendo de la enfermedad concreta, en los síndromes periódicos asociados a criopirina (CAPS) la proteína alterada es la criopirina, la cual es hiperfuncional y desencadena a través de una activación aumentada de la caspasa una respuesta inflamatoria no necesaria que causa fiebre, aumento de leucocitos en sangre y otros síntomas acompañantes.
Es importante para entender la causa de los síndromes autoinflamatorios no confundirlos con los procesos de autoinmunidad que tienen unas características diferentes. En los procesos autoinflamatorios no existen autoanticuerpos (anticuerpos dirigidos contra las células del propio organismo) ni linfocitos T específicos contra las antígenos propios del individuo afectado.

## Clasificación
El concepto de enfermedad autoinflamatoria fue acuñado por Dan Kastner en 1999, con la intención de agrupar un conjunto de procesos que comparten el mismo mecanismo fisiopatológico. El número de enfermedades que incluye se ha ido incrementando desde entonces debido a los avances en genética e inmunología.
- Fiebre mediterránea familiar. Es la enfermedad más conocida del grupo. Fue descrita en el año 1908, los síntomas se inician antes de los 20 años y cursa con episodios de fiebre de 1 a 4 días de duración acompañados por dolor abdominal, artritis que afecta principalmente a las articulaciones de las extremidades inferiores y signos de peritonitis (inflamación del peritoneo) y pleuritis (inflamación de la pleura).[1][3]
- Síndrome de Hiper-IgD, también llamado síndrome de hiperinmunoglobulinemia D con fiebre periódica o HIDS.[1]
- Síndrome periódico asociado a factor de necrosis tumoral, conocido por las siglas TRAPS (TNF receptor associated periodic syndrome). Esta entidad es muy poco frecuente y se presenta en un niño por cada 1 000 000 de nacimientos. En un principio se denominó fiebre familiar de Hibernia o fiebre familiar irlandesa, por tener esta procedencia los primeros pacientes descritos en la literatura médica.[1]
- Síndrome CINCA. El término es un acrónimo formado por las iniciales de los síntomas principales en inglés (chronic infantile neurologic cutaneous and articular syndrome), es decir síndrome crónico infantil con afectación neurológica, articular y cutánea.[1][3]
- Síndrome de Muckle-Wells. También llamado urticaria neutrofílica, fue descrito en el año 1962 por Thomas James Muckle y Michael Vernon Wells.[5][3]
- Síndrome autoinflamatorio familiar inducido por frío también llamado FCAS.[1]
- Síndrome PAPA. El nombre es un acrónimo de la denominación en inglés (pyogenic arthritis, pyoderma gangrenosum and acne), es decir artritis piógena con pioderma gangrenoso y acné.[1]